# هیدرالموسور
هیدرالموسور(نام علمی: Hydralmosaurus) نام یک سرده از راسته پلسیوسور است.